# Llista de topònims de la Sagrada Família i el Fort Pienc
Llista de topònims (noms propis de lloc) dels barris de la Sagrada Família i el Fort Pienc al districte de l'Eixample de Barcelona
Informació actualitzada per un bot. Els canvis manuals es perdran quan s'actualitzi!

## carrer
| imatge | Nom                                | Ubicat a | instància de    | Detalls                                           | coordenades                                                                 | Protecció | Commons (més fotos)                           | Dades a WD                    |
| ------ | ---------------------------------- | --- | --------------- | ------------------------------------------------- | --------------------------------------------------------------------------- | --------- | --------------------------------------------- | ----------------------------- |
|        | Gran Via de les Corts Catalanes    | Barcelona la Marina de Port la Bordeta la Font de la Guatlla Hostafrancs Montjuïc la Nova Esquerra de l'Eixample Sant Antoni l'Antiga Esquerra de l'Eixample Dreta de l'Eixample Fort Pienc el Parc i la Llacuna del Poblenou el Clot el Poblenou Sant Martí de Provençals Provençals del Poblenou la Verneda i la Pau el Besòs i el Maresme | carrer avinguda | Llarg: 13.1km Anomenat per: Corts Catalanes       | 41° 22′ 50″ N, 2° 09′ 24″ E / 41.380638888889°N,2.1565833333333°E Barcelona |           | Gran Via de les Corts Catalanes               | Modifica les dades a Wikidata |
|        | avinguda Meridiana                 | Barcelona Fort Pienc el Parc i la Llacuna del Poblenou el Clot el Camp de l'Arpa del Clot Navas la Sagrera Vilapicina i la Torre Llobeta Sant Andreu de Palomar Porta la Prosperitat la Trinitat Nova Trinitat Vella | carrer          | Llarg: 7.1km Anomenat per: meridià                | 41° 25′ 19″ N, 2° 11′ 13″ E / 41.421942°N,2.186847°E                        |           | Avinguda Meridiana                            | Modifica les dades a Wikidata |
|        | avinguda de Vilanova               | Fort Pienc | carrer          | Anomenat per: Arnau de Vilanova                   | 41° 23′ 30″ N, 2° 10′ 50″ E / 41.391683°N,2.180592°E                        |           | Avinguda de Vilanova                          | Modifica les dades a Wikidata |
|        | carrer d'Aragó                     | Barcelona l'Antiga Esquerra de l'Eixample la Nova Esquerra de l'Eixample Sagrada Família el Camp de l'Arpa del Clot el Clot Dreta de l'Eixample Fort Pienc | carrer          | Anomenat per: Regne d'Aragó                       | 41° 23′ 43″ N, 2° 10′ 09″ E / 41.395319444444°N,2.1691222222222°E           |           | Carrer d'Aragó, Barcelona                     | Modifica les dades a Wikidata |
|        | carrer d'Ausiàs Marc               | Dreta de l'Eixample Fort Pienc | carrer          | Llarg: 1400m Anomenat per: Ausiàs March           | 41° 23′ 38″ N, 2° 10′ 44″ E / 41.393752777778°N,2.1788638888889°E           |           | Carrer d'Ausiàs Marc, Barcelona               | Modifica les dades a Wikidata |
|        | carrer de Casp                     | Dreta de l'Eixample Fort Pienc | carrer          | Anomenat per: Compromís de Casp                   | 41° 23′ 34″ N, 2° 10′ 31″ E / 41.39284°N,2.17535°E                          |           | Carrer de Casp, Barcelona                     | Modifica les dades a Wikidata |
|        | carrer de Lepant                   | Fort Pienc Sagrada Família el Baix Guinardó | carrer          | Anomenat per: batalla de Lepant                   | 41° 24′ 16″ N, 2° 10′ 36″ E / 41.404447222222°N,2.1767055555556°E           |           | Carrer de Lepant (Barcelona)                  | Modifica les dades a Wikidata |
|        | carrer de Padilla                  | Barcelona Fort Pienc Sagrada Família el Baix Guinardó | carrer          | Anomenat per: Juan de Padilla                     | 41° 24′ 19″ N, 2° 10′ 39″ E / 41.405404°N,2.17758°E                         |           | Carrer de Padilla                             | Modifica les dades a Wikidata |
|        | carrer de Provença                 | Barcelona l'Antiga Esquerra de l'Eixample la Nova Esquerra de l'Eixample Sagrada Família el Camp de l'Arpa del Clot Dreta de l'Eixample | carrer          | Anomenat per: Provença                            | 41° 23′ 22″ N, 2° 09′ 16″ E / 41.3895°N,2.15449°E                           |           | Carrer de Provença, Barcelona                 | Modifica les dades a Wikidata |
|        | carrer de Sant Antoni Maria Claret | la Sagrera Navas el Camp de l'Arpa del Clot el Guinardó Sagrada Família Camp d'en Grassot i Gràcia Nova | carrer          | Anomenat per: Antoni Maria Claret i Clarà         | 41° 24′ 51″ N, 2° 10′ 42″ E / 41.41423°N,2.17835°E                          |           | Carrer de Sant Antoni Maria Claret, Barcelona | Modifica les dades a Wikidata |
|        | carrer de València                 | Barcelona l'Antiga Esquerra de l'Eixample la Nova Esquerra de l'Eixample Sagrada Família el Camp de l'Arpa del Clot el Clot Dreta de l'Eixample | carrer          |                                                   | 41° 23′ 48″ N, 2° 10′ 07″ E / 41.396575°N,2.1684777777778°E                 |           | Carrer de València, Barcelona                 | Modifica les dades a Wikidata |
|        | carrer de la Diputació             | Barcelona la Nova Esquerra de l'Eixample l'Antiga Esquerra de l'Eixample Dreta de l'Eixample Fort Pienc | carrer          | Anomenat per: Diputació del General               | 41° 23′ 19″ N, 2° 09′ 53″ E / 41.388719444444°N,2.1648416666667°E           |           | Carrer Diputació                              | Modifica les dades a Wikidata |
|        | carrer de la Indústria             | Barcelona Camp d'en Grassot i Gràcia Nova Sagrada Família el Camp de l'Arpa del Clot Navas la Sagrera | carrer          |                                                   | 41° 24′ 24″ N, 2° 10′ 14″ E / 41.40661°N,2.17053°E                          |           | Carrer de la Indústria, Barcelona             | Modifica les dades a Wikidata |
|        | carrer de la Marina                | Barcelona la Barceloneta la Vila Olímpica del Poblenou el Parc i la Llacuna del Poblenou Fort Pienc Sagrada Família el Baix Guinardó | carrer          | Anomenat per: Armada Reial del senyor rei d'Aragó | 41° 23′ 53″ N, 2° 10′ 57″ E / 41.398°N,2.1825°E                             |           | Carrer de la Marina, Barcelona                | Modifica les dades a Wikidata |
|        | carrer del Consell de Cent         | Barcelona l'Antiga Esquerra de l'Eixample la Nova Esquerra de l'Eixample Sagrada Família el Clot Fort Pienc | carrer          | Anomenat per: Consell de Cent                     | 41° 23′ 52″ N, 2° 10′ 29″ E / 41.3979°N,2.17467°E                           |           | Carrer del Consell de Cent, Barcelona         | Modifica les dades a Wikidata |
|        | carrer del Rosselló                | Barcelona la Nova Esquerra de l'Eixample l'Antiga Esquerra de l'Eixample Dreta de l'Eixample Camp d'en Grassot i Gràcia Nova Sagrada Família el Camp de l'Arpa del Clot | carrer          | Anomenat per: Rosselló                            | 41° 23′ 49″ N, 2° 09′ 43″ E / 41.396805555556°N,2.1619666666667°E           |           | Carrer del Rosselló                           | Modifica les dades a Wikidata |

## edifici
| imatge | Nom                                                | Ubicat a                  | instància de | Detalls | coordenades                                                                               | Protecció                                                               | Commons (més fotos)                                | Dades a WD                    |
| ------ | -------------------------------------------------- | ------------------------- | ------------ | --- | ----------------------------------------------------------------------------------------- | ----------------------------------------------------------------------- | -------------------------------------------------- | ----------------------------- |
|        | Casa Anna Maria Torres Riviere                     | Barcelona Sagrada Família | edifici      | Arquitecte: Pere Benavent de Barberà i Abelló Creador: Víctor Moré i Verdaguer Estil: racionalisme arquitectònic | 41° 24′ 32″ N, 2° 10′ 28″ E / 41.40899°N,2.17451°E ca:Avinguda Gaudí, 56                  | bé integrant del patrimoni cultural català bé amb protecció urbanística | Casa Anna Maria Torres Riviere                     | Modifica les dades a Wikidata |
|        | Casa Ginestà                                       | Barcelona Sagrada Família | edifici      | Arquitecte: Jaume Mestres i Fossas Estil: racionalisme arquitectònic                                             | 41° 24′ 29″ N, 2° 10′ 28″ E / 41.40818°N,2.17458°E ca:Av. Gaudí, 44 / Còrsega, 599        | bé integrant del patrimoni cultural català                              | Casa Ginestà                                       | Modifica les dades a Wikidata |
|        | Casa Manuel Sanllehy Girona                        | Barcelona Fort Pienc      | edifici      | Arquitecte: Ricard Churruca i Dotres Estil: racionalisme arquitectònic                                           | 41° 23′ 56″ N, 2° 10′ 49″ E / 41.39877°N,2.18031°E                                        | bé integrant del patrimoni cultural català                              | Casa Manuel Sanllehy Girona                        | Modifica les dades a Wikidata |
|        | Casa Ramon Mestre Domingo                          | Barcelona Sagrada Família | edifici      | Arquitecte: Sixte Illescas Estil: racionalisme arquitectònic                                                     | 41° 24′ 21″ N, 2° 10′ 38″ E / 41.40584°N,2.17717°E                                        | bé integrant del patrimoni cultural català                              | Casa Ramon Mestre Domingo                          | Modifica les dades a Wikidata |
|        | Casa Vallés                                        | Barcelona Fort Pienc      | edifici      | Arquitecte: Ramon Puig i Gairalt Estil: noucentisme                                                              | 41° 23′ 58″ N, 2° 10′ 43″ E / 41.39932°N,2.17854°E                                        | bé integrant del patrimoni cultural català                              | Casa Vallés (Barcelona)                            | Modifica les dades a Wikidata |
|        | Casal Transformadors                               | Barcelona Fort Pienc      | edifici      | Estil: arquitectura eclèctica                                                                                    | 41° 23′ 36″ N, 2° 10′ 42″ E / 41.39329528808594°N,2.1784470081329346°E ca:Ausiàs Marc, 60 |                                                                         |                                                    | Modifica les dades a Wikidata |
|        | Manufactura Española de Papeles Fotográficos, S.A. | Barcelona Sagrada Família | edifici      | Estil: modernisme català Estat: enderrocat o destruït                                                            | 41° 24′ 19″ N, 2° 10′ 15″ E / 41.405254°N,2.1709°E ca:C. Còrcega - C. Sardenya            |                                                                         | Manufactura Española de Papeles Fotográficos, S.A. | Modifica les dades a Wikidata |

## edifici administratiu
| imatge | Nom                      | Ubicat a             | instància de          | Detalls                          | coordenades | Protecció | Commons (més fotos) | Dades a WD                    |
| ------ | ------------------------ | -------------------- | --------------------- | -------------------------------- | --- | --------- | ------------------- | ----------------------------- |
|        | edifici Sandoz           | Barcelona Fort Pienc | edifici administratiu |                                  | 41° 23′ 54″ N, 2° 10′ 50″ E / 41.3982048034668°N,2.1805930137634277°E ca:Gran Via de les Corts Catalanes, 764-768 / Sardenya, 208-210 |           | Edifici Sandoz      | Modifica les dades a Wikidata |
|        | edifici d'oficines Acimo | Barcelona Fort Pienc | edifici administratiu | Arquitecte: Ricard Bofill i Leví | 41° 23′ 53″ N, 2° 11′ 05″ E / 41.3979377746582°N,2.184757947921753°E ca:Lepant, 139 / Ausiàs Marc, 148-150                            |           |                     | Modifica les dades a Wikidata |

## edifici escolar
| imatge | Nom                           | Ubicat a                  | instància de    | Detalls                                                         | coordenades | Protecció                                                               | Commons (més fotos)                    | Dades a WD                    |
| ------ | ----------------------------- | ------------------------- | --------------- | --------------------------------------------------------------- | --- | ----------------------------------------------------------------------- | -------------------------------------- | ----------------------------- |
|        | Escola Marillac               | Barcelona Sagrada Família | edifici escolar |                                                                 | 41° 24′ 10″ N, 2° 10′ 18″ E / 41.402906°N,2.171553°E ca:Carrer de Sicília, 249-251. 08025 - Barcelona                                   |                                                                         | Escola Marillac                        | Modifica les dades a Wikidata |
|        | Escola del passatge Centelles | Sagrada Família           | edifici escolar | Estil: modernisme català                                        | 41° 24′ 29″ N, 2° 10′ 49″ E / 41.408071°N,2.180263°E ca:Passatge Centelles                                                              | bé integrant del patrimoni cultural català bé amb protecció urbanística | Escola del passatge Centelles          | Modifica les dades a Wikidata |
|        | Escola dels Encants           | Barcelona Sagrada Família | edifici escolar |                                                                 | 41° 24′ 15″ N, 2° 11′ 00″ E / 41.40412902832031°N,2.183319091796875°E ca:Carrer Consell de Cent, 558-560                                |                                                                         | Escola dels Encants                    | Modifica les dades a Wikidata |
|        | Escoles de la Sagrada Família | Sagrada Família           | edifici escolar | Arquitecte: Antoni Gaudí i Cornet Estil: modernisme català 1909 | 41° 24′ 11″ N, 2° 10′ 27″ E / 41.403°N,2.17421°E ca:Sardenya, 314-318 i Mallorca, 401                                                   | bé cultural d'interès nacional                                          | School building at the Sagrada Família | Modifica les dades a Wikidata |
|        | Grup Escolar Ramon Llull      | Fort Pienc                | edifici escolar | Arquitecte: Josep Goday i Casals Estil: noucentisme             | 41° 24′ 03″ N, 2° 10′ 41″ E / 41.400878°N,2.178122°E ca:Av. Diagonal, 269-275, Marina, 203, Consell de cent, 495-513, Sardenya, 262-272 | bé cultural d'interès local                                             | Grup Escolar Ramon Llull (Barcelona)   | Modifica les dades a Wikidata |

## edifici industrial
| imatge | Nom                                          | Ubicat a        | instància de                          | Detalls                                                                                          | coordenades | Protecció                                                               | Commons (més fotos)            | Dades a WD                    |
| ------ | -------------------------------------------- | --------------- | ------------------------------------- | ------------------------------------------------------------------------------------------------ | --- | ----------------------------------------------------------------------- | ------------------------------ | ----------------------------- |
|        | Fàbrica Damm                                 | Sagrada Família | edifici industrial                    | Estil: arquitectura industrial                                                                   | 41° 24′ 33″ N, 2° 10′ 41″ E / 41.409113°N,2.17817°E ca:Rosselló, 515, Dos de Maig, 287-289, Cartagena, 268-282 i Còrsega, 614-632 | bé integrant del patrimoni cultural català bé amb protecció urbanística | Estrella Damm old brewery      | Modifica les dades a Wikidata |
|        | Fàbrica Myrurgia                             | Sagrada Família | edifici industrial edifici d'oficines | Estil: racionalisme arquitectònic                                                                | 41° 24′ 04″ N, 2° 10′ 19″ E / 41.40124°N,2.17201°E ca:Mallorca, 351-365 i Nàpols, 238-246                                         | bé cultural d'interès local                                             | Fàbrica Myrurgia               | Modifica les dades a Wikidata |
|        | edifici de la Companyia Auxiliar de Tramvies | Fort Pienc      | edifici industrial                    | Arquitecte: Antoni Millàs i Figuerola Estil: arquitectura eclèctica Estat: enderrocat o destruït | 41° 23′ 36″ N, 2° 10′ 43″ E / 41.393393°N,2.178646°E ca:Ausiàs Marc, 60                                                           | bé integrant del patrimoni cultural català                              | Companyia Auxiliar de Tramvies | Modifica les dades a Wikidata |

## edifici residencial
| imatge | Nom                                             | Ubicat a                           | instància de                           | Detalls                                                                 | coordenades | Protecció                                                               | Commons (més fotos)                | Dades a WD                    |
| ------ | ----------------------------------------------- | ---------------------------------- | -------------------------------------- | ----------------------------------------------------------------------- | --- | ----------------------------------------------------------------------- | ---------------------------------- | ----------------------------- |
|        | Apartaments València                            | Barcelona Sagrada Família          | edifici residencial                    |                                                                         | 41° 24′ 02″ N, 2° 10′ 27″ E / 41.400672912597656°N,2.1740970611572266°E ca:València, 384                                                                    |                                                                         | Apartaments València (Barcelona)   | Modifica les dades a Wikidata |
|        | Bloc Clip                                       | Barcelona Sagrada Família          | edifici residencial                    | Estil: noucentisme                                                      | 41° 24′ 29″ N, 2° 10′ 24″ E / 41.407936096191406°N,2.1732969284057617°E ca:Lepant, 334-348 / Còrsega, 571 - 597 / Indústria, 122 - 136 / Padilla, 301 - 317 | bé amb protecció urbanística                                            | Bloc Clip                          | Modifica les dades a Wikidata |
|        | Casa Antoni Martorell                           | Barcelona Sagrada Família          | edifici residencial                    | Estil: modernisme català                                                | 41° 24′ 08″ N, 2° 10′ 32″ E / 41.40235900878906°N,2.1756339073181152°E ca:Passatge Font, 3                                                                  |                                                                         | Casa Antoni Martorell              | Modifica les dades a Wikidata |
|        | Casa Antoni Torrent                             | Barcelona Eixample Sagrada Família | edifici residencial casa               | Estil: arquitectura moderna                                             | 41° 24′ 38″ N, 2° 10′ 27″ E / 41.41043472290039°N,2.1741790771484375°E ca:Avinguda Gaudí, 81 i 81B                                                          | bé amb elements d'interès bé amb protecció urbanística                  | Casa Antoni Torrent                | Modifica les dades a Wikidata |
|        | Casa Elisa Conty                                | Fort Pienc                         | edifici residencial                    | Arquitecte: Lluís Bonet i Garí Estil: noucentisme                       | 41° 24′ 01″ N, 2° 10′ 41″ E / 41.400363°N,2.178172°E ca:Consell de Cent, 486-488                                                                            | bé integrant del patrimoni cultural català                              | Casa Elisa Conty                   | Modifica les dades a Wikidata |
|        | Casa Estapé                                     | Fort Pienc                         | edifici residencial                    | Arquitecte: Bernardí Martorell i Puig Estil: modernisme català 1907     | 41° 23′ 31″ N, 2° 10′ 48″ E / 41.391944444444°N,2.18°E ca:Passeig de Sant Joan, 6                                                                           | bé integrant del patrimoni cultural català bé amb protecció urbanística | Casa Estapé (passeig de Sant Joan) | Modifica les dades a Wikidata |
|        | Casa Jaume Rius                                 | Barcelona Fort Pienc               | edifici residencial                    |                                                                         | 41° 23′ 55″ N, 2° 10′ 49″ E / 41.39874267578125°N,2.1802148818969727°E ca:Gran Via de les Corts Catalanes, 733                                              |                                                                         | Casa Jaume Rius                    | Modifica les dades a Wikidata |
|        | Casa Joan Vila                                  | Barcelona Sagrada Família          | edifici residencial                    | Estil: arquitectura eclèctica                                           | 41° 24′ 09″ N, 2° 10′ 37″ E / 41.402435302734375°N,2.1769769191741943°E ca:Carrer Marina. 231                                                               |                                                                         | Casa Joan Vila                     | Modifica les dades a Wikidata |
|        | Casa Josep Carreras                             | Barcelona Sagrada Família          | edifici residencial                    | Estil: modernisme català                                                | 41° 24′ 08″ N, 2° 10′ 35″ E / 41.402339935302734°N,2.1763439178466797°E ca:València, 433                                                                    |                                                                         | Casa Josep Carreras                | Modifica les dades a Wikidata |
|        | Casa Mateu Garcia                               | Barcelona Sagrada Família          | edifici residencial                    | Estil: modernisme català                                                | 41° 24′ 05″ N, 2° 10′ 31″ E / 41.401519775390625°N,2.175313949584961°E ca:València, 410                                                                     |                                                                         | Casa Mateu Garcia                  | Modifica les dades a Wikidata |
|        | Casa Pasqual Amorós                             | Barcelona Sagrada Família          | edifici residencial                    | Estil: modernisme català                                                | 41° 24′ 09″ N, 2° 10′ 13″ E / 41.4024543762207°N,2.1703360080718994°E ca:Nàpols, 266                                                                        |                                                                         | Casa Pasqual Amorós                | Modifica les dades a Wikidata |
|        | Casa Planas de Puig                             | Barcelona Fort Pienc               | edifici residencial                    | Estil: noucentisme                                                      | 41° 23′ 40″ N, 2° 10′ 43″ E / 41.3945198059082°N,2.178678035736084°E ca:Roger de Flor, 100                                                                  |                                                                         |                                    | Modifica les dades a Wikidata |
|        | Casa Planells                                   | Sagrada Família                    | edifici residencial hàbitat col·lectiu | Arquitecte: Josep Maria Jujol i Gibert Estil: modernisme català 1924    | 41° 24′ 02″ N, 2° 10′ 28″ E / 41.400572°N,2.174569°E ca:Av. Diagonal, 332 i Sicília, 195                                                                    | bé cultural d'interès local                                             | Casa Planells                      | Modifica les dades a Wikidata |
|        | Casa Rossend Arús                               | Fort Pienc                         | edifici residencial                    | Arquitecte: Bonaventura Bassegoda i Amigó Estil: arquitectura eclèctica | 41° 23′ 35″ N, 2° 10′ 43″ E / 41.392967°N,2.178588°E ca:Pg. Sant Joan, 26                                                                                   | bé integrant del patrimoni cultural català                              | Biblioteca Pública Arús            | Modifica les dades a Wikidata |
|        | Casa Viladot                                    | Barcelona Sagrada Família          | edifici residencial                    | Arquitecte: Jaume Mestres i Fossas Estil: racionalisme arquitectònic    | 41° 24′ 35″ N, 2° 10′ 27″ E / 41.40984°N,2.17417°E ca:Av. Gaudí, 71/ Castillejos, 328                                                                       | bé integrant del patrimoni cultural català bé amb protecció urbanística | Casa Viladot                       | Modifica les dades a Wikidata |
|        | Cases Carlota Serra - Adolf Ruiz                | Barcelona Fort Pienc               | edifici residencial                    | Estil: modernisme català                                                | 41° 23′ 52″ N, 2° 10′ 48″ E / 41.39765548706055°N,2.180047035217285°E ca:Gran Via de les Corts Catalanes, 756-758                                           |                                                                         |                                    | Modifica les dades a Wikidata |
|        | Cases Vallés                                    | Barcelona Sagrada Família          | edifici residencial                    | Arquitecte: Ramon Puig i Gairalt Estil: noucentisme 20th century        | 41° 24′ 19″ N, 2° 10′ 24″ E / 41.40514°N,2.17333°E ca:C. Rosselló, 400-402 - c. Marina, 271                                                                 | bé integrant del patrimoni cultural català                              | Cases Vallés (Barcelona)           | Modifica les dades a Wikidata |
|        | Cases modernistes de Sardenya, 284-306          | Barcelona Sagrada Família          | edifici residencial                    | Estil: modernisme català                                                | 41° 24′ 05″ N, 2° 10′ 34″ E / 41.401519775390625°N,2.1760010719299316°E ca:Carrer Sardenya, 284-306                                                         |                                                                         | Sardenya, 284-306                  | Modifica les dades a Wikidata |
|        | Residència Fort Pienc                           | Barcelona Fort Pienc               | edifici residencial                    |                                                                         | 41° 23′ 46″ N, 2° 10′ 57″ E / 41.39617156982422°N,2.182559013366699°E ca:Sardenya, 139-147                                                                  |                                                                         |                                    | Modifica les dades a Wikidata |
|        | cases del carrer Còrsega, 615-617               | Barcelona Sagrada Família          | edifici residencial                    | Estil: arquitectura moderna                                             | 41° 24′ 33″ N, 2° 10′ 33″ E / 41.40910720825195°N,2.1758530139923096°E ca:Còrsega, 615-617                                                                  |                                                                         |                                    | Modifica les dades a Wikidata |
|        | edifici de Pare Claret, 112                     | Barcelona Sagrada Família          | edifici residencial                    |                                                                         | 41° 24′ 26″ N, 2° 10′ 10″ E / 41.40721130371094°N,2.169356107711792°E ca:Sant Antoni Maria Claret, 112                                                      |                                                                         | Edifici de Pare Claret, 112        | Modifica les dades a Wikidata |
|        | edifici del carrer València, 443                | Barcelona Sagrada Família          | edifici residencial                    | Estil: modernisme català                                                | 41° 24′ 10″ N, 2° 10′ 37″ E / 41.402774810791016°N,2.1769020557403564°E ca:València, 443                                                                    |                                                                         | València, 443                      | Modifica les dades a Wikidata |
|        | edificis d'habitatges a carrer Padilla, 323-325 | Eixample Sagrada Família           | edifici residencial                    |                                                                         | 41° 24′ 32″ N, 2° 10′ 21″ E / 41.408947928163°N,2.17254407057143°E                                                                                          | bé amb protecció urbanística                                            | Padilla, 323-325                   | Modifica les dades a Wikidata |

## església
| imatge | Nom                                               | Ubicat a                           | instància de | Detalls | coordenades | Protecció | Commons (més fotos)                               | Dades a WD                    |
| ------ | ------------------------------------------------- | ---------------------------------- | ------------ | ------- | --- | --------- | ------------------------------------------------- | ----------------------------- |
|        | esglèsia del Col·legi Dominiques de l’Ensenyament | Barcelona Sagrada Família Eixample | església     |         | 41° 24′ 02″ N, 2° 10′ 15″ E / 41.400494°N,2.170912°E 21 msnm                                                       |           | Esglèsia del Col·legi Dominiques de l’Ensenyament | Modifica les dades a Wikidata |
|        | parròquia de Sant Oleguer, Bisbe                  | Barcelona Fort Pienc               | església     |         | 41° 23′ 46″ N, 2° 10′ 42″ E / 41.39606296508522°N,2.178329229354859°E ca:c. Nàpols, 133-137, Barcelona             |           | Sant Oleguer (Barcelona)                          | Modifica les dades a Wikidata |
|        | parròquia de la Mare de Déu del Roser             | Barcelona Fort Pienc               | església     |         | 41° 24′ 00″ N, 2° 10′ 59″ E / 41.40007089799978°N,2.1829372644424443°E ca:Gran Via Corts Catalanes, 796, Barcelona |           | Mare de Déu del Roser (Barcelona)                 | Modifica les dades a Wikidata |

## estació de ferrocarril
| imatge | Nom                            | Ubicat a                                     | instància de                                                     | Detalls                                                       | coordenades                                                                                         | Protecció                   | Commons (més fotos)          | Dades a WD                    |
| ------ | ------------------------------ | -------------------------------------------- | ---------------------------------------------------------------- | ------------------------------------------------------------- | --------------------------------------------------------------------------------------------------- | --------------------------- | ---------------------------- | ----------------------------- |
|        | Estació de Bifurcació Vilanova | Fort Pienc el Parc i la Llacuna del Poblenou | estació de ferrocarril                                           | Estat: enderrocat o destruït                                  | 41° 23′ 53″ N, 2° 11′ 13″ E / 41.39807222°N,2.18692778°E                                            |                             |                              | Modifica les dades a Wikidata |
|        | Estació del Nord               | Fort Pienc                                   | estació de ferrocarril Ús: estació d'autobusos gimnàs comissaria | Estil: arquitectura modernista academicisme modernisme català | 41° 23′ 39″ N, 2° 10′ 58″ E / 41.394141666667°N,2.1827416666667°E ca:Nàpols, 42-80 i Alí Bei, 54-80 | bé cultural d'interès local | Estació del Nord (Barcelona) | Modifica les dades a Wikidata |

## estació de metro
| imatge | Nom                     | Ubicat a                                               | instància de                                     | Detalls                                                   | coordenades                                                                          | Protecció | Commons (més fotos)               | Dades a WD                    |
| ------ | ----------------------- | ------------------------------------------------------ | ------------------------------------------------ | --------------------------------------------------------- | ------------------------------------------------------------------------------------ | --------- | --------------------------------- | ----------------------------- |
|        | Arc de Triomf           | Barcelona Fort Pienc                                   | estació de metro estació soterrada               | Anomenat per: Arc de Triomf de Barcelona                  | 41° 23′ 31″ N, 2° 10′ 51″ E / 41.392°N,2.18079°E                                     |           | Arc de Triomf metrostation        | Modifica les dades a Wikidata |
|        | Encants                 | Barcelona Sagrada Família                              | estació de metro estació soterrada               | 1997 Anomenat per: Encants Vells                          | 41° 24′ 24″ N, 2° 10′ 56″ E / 41.40666667°N,2.18222222°E                             |           | Encants metrostation              | Modifica les dades a Wikidata |
|        | Estació de Gaudí        | Barcelona Sagrada Família                              | estació de metro estació soterrada ghost station |                                                           | 41° 24′ 16″ N, 2° 10′ 32″ E / 41.404417°N,2.175465°E                                 |           |                                   | Modifica les dades a Wikidata |
|        | Estació de Marina       | Barcelona el Parc i la Llacuna del Poblenou Fort Pienc | estació de metro estació soterrada               | Anomenat per: carrer de la Marina                         | 41° 23′ 42″ N, 2° 11′ 13″ E / 41.394963888889°N,2.1868527777778°E avinguda Meridiana |           | Marina metrostation               | Modifica les dades a Wikidata |
|        | Monumental              | Barcelona Fort Pienc                                   | estació de metro estació soterrada               | 1995 Anomenat per: la Monumental                          | 41° 24′ 02″ N, 2° 10′ 46″ E / 41.40052°N,2.17945°E                                   |           | Monumental metrostation           | Modifica les dades a Wikidata |
|        | Sagrada Família         | Barcelona Sagrada Família                              | estació de metro estació soterrada               | 1970 Anomenat per: Temple Expiatori de la Sagrada Família | 41° 24′ 16″ N, 2° 10′ 28″ E / 41.404528°N,2.174492°E                                 |           | Sagrada Família metrostation      | Modifica les dades a Wikidata |
|        | Sant Pau \| Dos de Maig | Barcelona Sagrada Família                              | estació de metro estació soterrada               | Anomenat per: Hospital de la Santa Creu i Sant Pau        | 41° 24′ 40″ N, 2° 10′ 34″ E / 41.411°N,2.176°E                                       |           | Sant Pau-Dos de Maig metrostation | Modifica les dades a Wikidata |

## façana
| imatge | Nom                                        | Ubicat a                  | instància de            | Detalls                                                    | coordenades                                                                                  | Protecció | Commons (més fotos)                    | Dades a WD                    |
| ------ | ------------------------------------------ | ------------------------- | ----------------------- | ---------------------------------------------------------- | -------------------------------------------------------------------------------------------- | --------- | -------------------------------------- | ----------------------------- |
|        | Façana de la Glòria                        | Barcelona Sagrada Família | façana façana principal | Estat: edifici en construcció                              |                                                                                              |           | Glory Facade of the Sagrada Família    | Modifica les dades a Wikidata |
|        | Façana de la Passió                        | Barcelona Sagrada Família | façana                  |                                                            |                                                                                              |           | Passion Facade of the Sagrada Família  | Modifica les dades a Wikidata |
|        | façana del Naixement de la Sagrada Família | Barcelona Sagrada Família | façana                  | Arquitecte: Antoni Gaudí i Cornet Estil: modernisme català | 41° 24′ 14″ N, 2° 10′ 30″ E / 41.404014587402344°N,2.174926996231079°E ca:Carrer Marina, 253 |           | Nativity Facade of the Sagrada Família | Modifica les dades a Wikidata |

## font
| imatge | Nom                            | Ubicat a                           | instància de | Detalls                                                    | coordenades                                                                                         | Protecció                                                          | Commons (més fotos)            | Dades a WD                    |
| ------ | ------------------------------ | ---------------------------------- | ------------ | ---------------------------------------------------------- | --------------------------------------------------------------------------------------------------- | ------------------------------------------------------------------ | ------------------------------ | ----------------------------- |
|        | Font rèplica del model Wallace | Barcelona Fort Pienc               | font         |                                                            | 41° 23′ 56″ N, 2° 10′ 53″ E / 41.39876°N,2.18125°E ca:Gran Via de les Corts Catalanes, 778 / Marina | art públic de Barcelona                                            | Wallace fountains in Barcelona | Modifica les dades a Wikidata |
|        | font de l'avinguda Gaudí       | Barcelona Eixample Sagrada Família | font         |                                                            | 41° 24′ 40″ N, 2° 10′ 28″ E / 41.41098°N,2.17437°E                                                  | art públic de Barcelona                                            | Font de l'Avinguda Gaudí       | Modifica les dades a Wikidata |
|        | font de la Sardana             | Dreta de l'Eixample Fort Pienc     | font         | Creador: Frederic Marès i Deulovol Estil: noucentisme 1921 | 41° 23′ 43″ N, 2° 10′ 32″ E / 41.395189°N,2.175621°E plaça de Tetuan                                | art públic de Barcelona bé integrant del patrimoni cultural català | Font de la Sardana             | Modifica les dades a Wikidata |

## jardí públic
| imatge | Nom                        | Ubicat a   | instància de | Detalls                                           | coordenades                                                                             | Protecció | Commons (més fotos)                   | Dades a WD                    |
| ------ | -------------------------- | ---------- | ------------ | ------------------------------------------------- | --------------------------------------------------------------------------------------- | --------- | ------------------------------------- | ----------------------------- |
|        | Parc de l'Estació del Nord | Fort Pienc | jardí públic | Superfície: 3.58ha Anomenat per: Estació del Nord | 41° 23′ 37″ N, 2° 11′ 03″ E / 41.39359°N,2.18414°E ca:Almogàvers, 27-67 i Nàpols, 42-78 |           | Parc de l'Estació del Nord            | Modifica les dades a Wikidata |
|        | jardins de Clotilde Cerdà  | Fort Pienc | jardí públic | Anomenat per: Clotilde Cerdà i Bosch              | 41° 24′ 00″ N, 2° 10′ 43″ E / 41.40012320874316°N,2.178645730018616°E                   |           | Jardins de Clotilde Cerdà (Barcelona) | Modifica les dades a Wikidata |

## mercat cobert
| imatge | Nom                  | Ubicat a   | instància de             | Detalls                     | coordenades | Protecció                                  | Commons (més fotos)                   | Dades a WD                    |
| ------ | -------------------- | ---------- | ------------------------ | --------------------------- | --- | ------------------------------------------ | ------------------------------------- | ----------------------------- |
|        | Mercat de Fort Pienc | Fort Pienc | mercat cobert            |                             | 41° 23′ 44″ N, 2° 10′ 57″ E / 41.395685°N,2.182583°E ca:Ribes, 18                                                       |                                            | Mercat de Fort Pienc                  | Modifica les dades a Wikidata |
|        | Mercat dels Encants  | Fort Pienc | mercat cobert Ús: mercat | Anomenat per: Encants Vells | 41° 24′ 04″ N, 2° 11′ 12″ E / 41.401115°N,2.186659°E ca:Av. Meridiana, 63-75, Castillejos, 154-156 i Encants Vells, 2-4 | bé integrant del patrimoni cultural català | Encants de Barcelona – Fira Bellcaire | Modifica les dades a Wikidata |

## mural
| imatge | Nom                  | Ubicat a                  | instància de | Detalls                    | coordenades                                                                                    | Protecció               | Commons (més fotos)                        | Dades a WD                    |
| ------ | -------------------- | ------------------------- | ------------ | -------------------------- | ---------------------------------------------------------------------------------------------- | ----------------------- | ------------------------------------------ | ----------------------------- |
|        | Balcons de Barcelona | Barcelona Sagrada Família | mural        | Creador: CitéCréation 1992 | 41° 24′ 07″ N, 2° 10′ 46″ E / 41.40183°N,2.17936°E ca:Carrer Enamorats, 1                      | art públic de Barcelona | Balcons de Barcelona (Cité de la Création) | Modifica les dades a Wikidata |
|        | Mural Tintorers      | Barcelona Sagrada Família | mural        |                            | 41° 24′ 21″ N, 2° 10′ 54″ E / 41.40571975708008°N,2.181720018386841°E ca:Carrer Cartagena, 196 |                         |                                            | Modifica les dades a Wikidata |

## obra escultòrica
| imatge | Nom                                                    | Ubicat a                       | instància de            | Detalls                                                                                         | coordenades                                                                               | Protecció                                           | Commons (més fotos)                                          | Dades a WD                    |
| ------ | ------------------------------------------------------ | ------------------------------ | ----------------------- | ----------------------------------------------------------------------------------------------- | ----------------------------------------------------------------------------------------- | --------------------------------------------------- | ------------------------------------------------------------ | ----------------------------- |
|        | A Isaac Albéniz i Alícia de Larrocha                   | Barcelona Fort Pienc           | obra escultòrica        |                                                                                                 | 41° 23′ 54″ N, 2° 11′ 06″ E / 41.39844°N,2.18504°E ca:Davant de l'Auditori, façana Lepant | art públic de Barcelona                             | A Isaac Albéniz i Alícia de Larrocha (Alfons Alzamora)       | Modifica les dades a Wikidata |
|        | A Nicolau Maria Rubió i Tudurí                         | Barcelona Sagrada Família      | obra escultòrica        | Creador: Xavier Corberó i Olivella                                                              | 41° 24′ 15″ N, 2° 10′ 32″ E / 41.4042°N,2.17556°E                                         | art públic de Barcelona                             | A Nicolau Maria Rubió i Tudurí                               | Modifica les dades a Wikidata |
|        | Alambic Damm                                           | Barcelona Sagrada Família      | obra escultòrica alambí |                                                                                                 | 41° 24′ 31″ N, 2° 10′ 43″ E / 41.40868°N,2.17869°E                                        | art públic de Barcelona                             | Alambic Damm                                                 | Modifica les dades a Wikidata |
|        | Als donants d'òrgans i teixits                         | Barcelona Sagrada Família      | obra escultòrica        |                                                                                                 | 41° 24′ 10″ N, 2° 10′ 21″ E / 41.40276°N,2.17256°E                                        | art públic de Barcelona                             | Als donants d'òrgans i teixits (Plaça de la Sagrada Família) | Modifica les dades a Wikidata |
|        | Collita, Venus i La caça                               | Barcelona Sagrada Família      | obra escultòrica        | Creador: Esteve Monegal i Prat Estil: noucentisme                                               | 41° 24′ 04″ N, 2° 10′ 20″ E / 41.40118°N,2.1721°E ca:Carrer Mallorca, 351                 | art públic de Barcelona                             | Collita, Venus i La caça                                     | Modifica les dades a Wikidata |
|        | El Bon Temps perseguint la tempesta                    | Barcelona Sagrada Família      | obra escultòrica        | Creador: Apel·les Fenosa i Florensa                                                             | 41° 24′ 35″ N, 2° 10′ 28″ E / 41.40985°N,2.17438°E ca:Avinguda Gaudí                      | art públic de Barcelona                             | El Bon Temps perseguint la Tempesta                          | Modifica les dades a Wikidata |
|        | Elements d'il·luminació del Parc de l'Estació del Nord | Barcelona Eixample Fort Pienc  | obra escultòrica        | Creador: Beverly Pepper                                                                         | 41° 23′ 36″ N, 2° 10′ 58″ E / 41.39321°N,2.18269°E Parc de l'Estació del Nord             | art públic de Barcelona                             | Elements d'il·luminació del Parc de l'Estació del Nord       | Modifica les dades a Wikidata |
|        | Fanals de l'avinguda Gaudí                             | Barcelona Sagrada Família      | obra escultòrica        | Estil: modernisme català                                                                        | 41° 24′ 17″ N, 2° 10′ 28″ E / 41.4047°N,2.17445°E ca:Avinguda Gaudí                       | art públic de Barcelona                             | Streetlamps of Avinguda Gaudí                                | Modifica les dades a Wikidata |
|        | Francesc Moragas                                       | Barcelona Fort Pienc           | obra escultòrica        |                                                                                                 | 41° 23′ 33″ N, 2° 10′ 44″ E / 41.39263°N,2.17899°E                                        | art públic de Barcelona                             | Francesc Moragas (Enric Clarasó)                             | Modifica les dades a Wikidata |
|        | Hèlios i les fases llunars                             | Barcelona Fort Pienc           | obra escultòrica        | Creador: Armand Olivé i Milian                                                                  | 41° 23′ 39″ N, 2° 10′ 59″ E / 41.39405783°N,2.1829962°E ca:Nàpols, 42 / Vilanova, 1       | art públic de Barcelona                             | Hèlios i les fases lunars (Estació del Nord)                 | Modifica les dades a Wikidata |
|        | Indústria 123                                          | Barcelona Sagrada Família      | obra escultòrica        | Creador: Josep Maria Subirachs i Sitjar                                                         | 41° 24′ 29″ N, 2° 10′ 20″ E / 41.40812°N,2.17217°E ca:Lepant, 350 - Indústria, 123        | art públic de Barcelona                             | Astes d'Endesa                                               | Modifica les dades a Wikidata |
|        | Jocs Olímpics                                          | Barcelona Fort Pienc           | obra escultòrica        | Creador: Josep Niebla                                                                           | 41° 23′ 40″ N, 2° 10′ 59″ E / 41.39434°N,2.18304°E Estació del Nord                       | art públic de Barcelona                             | Jocs Olímpics (Josep Niebla)                                 | Modifica les dades a Wikidata |
|        | Juan Pablo Duarte y Díez                               | Barcelona Eixample Fort Pienc  | obra escultòrica        | Arquitecte: Judit Masana i Padrós                                                               | 41° 23′ 43″ N, 2° 11′ 09″ E / 41.39537°N,2.18586°E Parc de l'Estació del Nord             | art públic de Barcelona                             | Bust of Juan Pablo Duarte (Barcelona)                        | Modifica les dades a Wikidata |
|        | La Sagrada Família M09                                 | Barcelona Sagrada Família      | obra escultòrica        | Creador: Josep Llimona i Bruguera Estil: modernisme 1921                                        | Temple Expiatori de la Sagrada Família                                                    |                                                     |                                                              | Modifica les dades a Wikidata |
|        | Llanterna                                              | Barcelona Fort Pienc           | obra escultòrica        | Creador: Pablo Palazuelo                                                                        | 41° 23′ 56″ N, 2° 11′ 06″ E / 41.39894°N,2.185°E                                          | art públic de Barcelona                             | Llanterna (Pablo Palazuelo)                                  | Modifica les dades a Wikidata |
|        | Medalló Antoni Gaudí                                   | Barcelona Sagrada Família      | obra escultòrica        |                                                                                                 | 41° 24′ 18″ N, 2° 10′ 28″ E / 41.40487°N,2.17446°E                                        | art públic de Barcelona                             | Medalló Antoni Gaudí (Avinguda de Gaudí)                     | Modifica les dades a Wikidata |
|        | Metro L5 Estació Sagrada Família, Vuit murals ceràmics | Barcelona Sagrada Família      | obra escultòrica        |                                                                                                 | 41° 24′ 13″ N, 2° 10′ 23″ E / 41.40372°N,2.1731°E                                         | art públic de Barcelona                             | Ceramic murals at Sagrada Família metrostation               | Modifica les dades a Wikidata |
|        | Miliu                                                  | Barcelona Sagrada Família      | obra escultòrica        | Estil: noucentisme                                                                              | 41° 24′ 10″ N, 2° 10′ 25″ E / 41.40269°N,2.17371°E ca:Plaça Sagrada Família               | art públic de Barcelona                             | El Miliu de Toreski (Àngel Tarrach)                          | Modifica les dades a Wikidata |
|        | Monument al Doctor Robert                              | Dreta de l'Eixample Fort Pienc | obra escultòrica font   | Creador: Lluís Domènech i Montaner Josep Llimona i Bruguera Estil: arquitectura modernista 1910 | 41° 23′ 42″ N, 2° 10′ 32″ E / 41.39495°N,2.1756305555555557°E plaça de Tetuan             | bé cultural d'interès local art públic de Barcelona | Monument al Doctor Robert                                    | Modifica les dades a Wikidata |
|        | Sagrada Família 90a                                    | Barcelona Sagrada Família      | obra escultòrica        | Creador: Josep Llimona i Bruguera Estil: modernisme 1900s                                       | Temple Expiatori de la Sagrada Família                                                    |                                                     |                                                              | Modifica les dades a Wikidata |
|        | Sagrada Família 90b*                                   | Barcelona Sagrada Família      | obra escultòrica        | Creador: Josep Llimona i Bruguera Estil: modernisme                                             | Temple Expiatori de la Sagrada Família                                                    |                                                     |                                                              | Modifica les dades a Wikidata |
|        | Sol i Ombra                                            | Barcelona Eixample Fort Pienc  | obra escultòrica        | Creador: Beverly Pepper                                                                         | 41° 23′ 36″ N, 2° 11′ 01″ E / 41.39331°N,2.18352°E Parc de l'Estació del Nord             | art públic de Barcelona                             | Sol i Ombra (Beverly Pepper)                                 | Modifica les dades a Wikidata |

## parada de tramvia
| imatge | Nom                                  | Ubicat a                                               | instància de      | Detalls                                                          | coordenades                                                                          | Protecció | Commons (més fotos)                     | Dades a WD                    |
| ------ | ------------------------------------ | ------------------------------------------------------ | ----------------- | ---------------------------------------------------------------- | ------------------------------------------------------------------------------------ | --------- | --------------------------------------- | ----------------------------- |
|        | Estació d'Auditori - Teatre Nacional | Barcelona Fort Pienc el Parc i la Llacuna del Poblenou | parada de tramvia | Anomenat per: Auditori de Barcelona Teatre Nacional de Catalunya | 41° 23′ 51″ N, 2° 11′ 13″ E / 41.397552777778°N,2.1868666666667°E avinguda Meridiana |           | Auditori-Teatre Nacional Trambesòs stop | Modifica les dades a Wikidata |
|        | Monumental                           | Barcelona Sagrada Família Fort Pienc                   | parada de tramvia |                                                                  | 41° 24′ 07″ N, 2° 10′ 52″ E / 41.401964°N,2.181052°E                                 |           |                                         | Modifica les dades a Wikidata |
|        | Sicília                              | Barcelona Sagrada Família Fort Pienc                   | parada de tramvia |                                                                  | 41° 24′ 01″ N, 2° 10′ 27″ E / 41.400173°N,2.174166°E                                 |           |                                         | Modifica les dades a Wikidata |

## placa commemorativa
| imatge | Nom                  | Ubicat a                  | instància de        | Detalls                                  | coordenades                                        | Protecció               | Commons (més fotos) | Dades a WD                    |
| ------ | -------------------- | ------------------------- | ------------------- | ---------------------------------------- | -------------------------------------------------- | ----------------------- | ------------------- | ----------------------------- |
|        | Club Esportiu Europa | Barcelona Sagrada Família | placa commemorativa |                                          | 41° 24′ 05″ N, 2° 10′ 26″ E / 41.40151°N,2.17379°E | art públic de Barcelona |                     | Modifica les dades a Wikidata |
|        | Montserrat Roig      | Barcelona Sagrada Família | placa commemorativa | Dedicat a: Montserrat Roig i Fransitorra | 41° 24′ 32″ N, 2° 10′ 42″ E / 41.40899°N,2.1784°E  | art públic de Barcelona |                     | Modifica les dades a Wikidata |

## plaça
| imatge | Nom                         | Ubicat a                       | instància de | Detalls                                                                      | coordenades                                                       | Protecció                    | Commons (més fotos)               | Dades a WD                    |
| ------ | --------------------------- | ------------------------------ | ------------ | ---------------------------------------------------------------------------- | ----------------------------------------------------------------- | ---------------------------- | --------------------------------- | ----------------------------- |
|        | plaça de Gaudí              | Sagrada Família                | plaça        | Arquitecte: Nicolau Maria Rubió i Tudurí Anomenat per: Antoni Gaudí i Cornet | 41° 24′ 16″ N, 2° 10′ 32″ E / 41.40446389°N,2.17565556°E          |                              | Plaça de Gaudí                    | Modifica les dades a Wikidata |
|        | plaça de Pablo Neruda       | Sagrada Família                | plaça        | Anomenat per: Pablo Neruda                                                   | 41° 24′ 07″ N, 2° 10′ 43″ E / 41.401897222222°N,2.1786777777778°E |                              | Plaça de Pablo Neruda (Barcelona) | Modifica les dades a Wikidata |
|        | plaça de Tetuan             | Dreta de l'Eixample Fort Pienc | plaça parc   | 1863 Anomenat per: Tetuan                                                    | 41° 23′ 42″ N, 2° 10′ 32″ E / 41.394921°N,2.175507°E              |                              | Plaça de Tetuan, Barcelona        | Modifica les dades a Wikidata |
|        | plaça de la Sagrada Família | Sagrada Família                | plaça        | Anomenat per: Sagrada Família                                                | 41° 24′ 10″ N, 2° 10′ 24″ E / 41.4027°N,2.17321°E                 | bé amb protecció urbanística | Plaça de la Sagrada Família       | Modifica les dades a Wikidata |

## pont
| imatge | Nom                      | Ubicat a             | instància de | Detalls                                                                       | coordenades                                                            | Protecció | Commons (més fotos)      | Dades a WD                    |
| ------ | ------------------------ | -------------------- | ------------ | ----------------------------------------------------------------------------- | ---------------------------------------------------------------------- | --------- | ------------------------ | ----------------------------- |
|        | pont de Marina           | Barcelona Fort Pienc | pont         | 1928-04-02 Travessa: Parc de l'Estació del Nord Hi passa: carrer de la Marina | 41° 23′ 43″ N, 2° 11′ 10″ E / 41.39535873447701°N,2.1861290931701665°E |           | Pont de Marina           | Modifica les dades a Wikidata |
|        | pont del carrer Sardenya | Barcelona Fort Pienc | pont         | 1980s Travessa: Parc de l'Estació del Nord                                    | 41° 23′ 41″ N, 2° 11′ 05″ E / 41.39478327180102°N,2.1847075223922734°E |           | Pont del carrer Sardenya | Modifica les dades a Wikidata |

## Misc
| imatge | Nom                                                 | Ubicat a                                             | instància de                                     | Detalls | coordenades | Protecció                                                                      | Commons (més fotos)                                                      | Dades a WD                    |
| ------ | --------------------------------------------------- | ---------------------------------------------------- | ------------------------------------------------ | --- | --- | ------------------------------------------------------------------------------ | ------------------------------------------------------------------------ | ----------------------------- |
|        | Als donants d'òrgans i teixits                      | Barcelona Sagrada Família                            | arbre commemoratiu                               | Taxon: arbre de l'amor (Cercis siliquastrum) | 41° 24′ 10″ N, 2° 10′ 26″ E / 41.402731°N,2.173809°E plaça de la Sagrada Família                                                              | art públic de Barcelona                                                        | Als donants d'òrgans i teixits (Plaça de la Sagrada Família)             | Modifica les dades a Wikidata |
|        | Asil de les Germanetes dels Pobres                  | Barcelona Fort Pienc Eixample                        | edifici religiós edifici                         | Arquitecte: Jeroni Granell i Barrera Estil: arquitectura eclèctica historicisme arquitectònic | 41° 23′ 41″ N, 2° 10′ 37″ E / 41.39476°N,2.17692°E ca:Plaça Tetuán, 42-49                                                                     | bé amb protecció urbanística                                                   | Asil de les Germanetes dels Pobres (Passeig de Sant Joan)                | Modifica les dades a Wikidata |
|        | Auditori de Barcelona                               | Fort Pienc                                           | sala de concerts                                 | Arquitecte: Rafael Moneo 1999-03-22 | 41° 23′ 54″ N, 2° 11′ 09″ E / 41.398236°N,2.185847°E ca:Lepant, 150-170, Padilla, 153-159, Alí Bei, 141, Ribes, 48-52 i Av. Meridiana, 47     | bé integrant del patrimoni cultural català                                     | L'Auditori (Barcelona)                                                   | Modifica les dades a Wikidata |
|        | Casa dels Braus                                     | Fort Pienc                                           | bloc de pisos                                    | Arquitecte: Antoni de Moragas i Gallissà Estil: racionalisme arquitectònic | 41° 24′ 01″ N, 2° 11′ 00″ E / 41.4004°N,2.18329°E ca:Gran Via Corts Catalanes, 798-814 i Padilla, 165-169                                     | bé integrant del patrimoni cultural català bé amb protecció urbanística        | Casa dels Braus                                                          | Modifica les dades a Wikidata |
|        | Central Vilanova                                    | Fort Pienc                                           | central elèctrica Ús: oficina museu              | Estil: modernisme català arquitectura del ferro | 41° 23′ 32″ N, 2° 10′ 54″ E / 41.39222222222222°N,2.181666666666666°E ca:Av. Villanova, 12 i Roger de Flor, 52                                | bé cultural d'interès local                                                    | Seu de la Central Catalana d'Electricitat                                | Modifica les dades a Wikidata |
|        | Cripta de la Sagrada Família                        | Barcelona Sagrada Família                            | cripta                                           | Arquitecte: Antoni Gaudí i Cornet | Temple Expiatori de la Sagrada Família |                                                                                | Crypt of the Sagrada Família                                             | Modifica les dades a Wikidata |
|        | Cripta i façana del Naixement de la Sagrada Família | Barcelona Sagrada Família                            | grup d'estructures o edificis                    | Superfície: 0.19 7.22ha | 41° 24′ 13″ N, 2° 10′ 28″ E / 41.40356111111111°N,2.17435°E                                                                                   | lloc component de Patrimoni de la Humanitat                                    | UNESCO World Heritage (Crypt and Nativity Facade of the Sagrada Família) | Modifica les dades a Wikidata |
|        | Edifici de la Biblioteca Sagrada Família            | Sagrada Família                                      | edifici públic                                   | | 41° 24′ 22″ N, 2° 10′ 37″ E / 41.40610122680664°N,2.176992893218994°E ca:Provença, 480                                                        |                                                                                | Biblioteca Sagrada Família-Josep M. Ainaud de Lasarte                    | Modifica les dades a Wikidata |
|        | Encants Vells                                       | Fort Pienc                                           | mercat                                           | | 41° 24′ 14″ N, 2° 11′ 09″ E / 41.40388°N,2.18595°E                                                                                            |                                                                                | Mercat dels Encants (1928-2013)                                          | Modifica les dades a Wikidata |
|        | Estació d'Arc de Triomf                             | Barcelona Fort Pienc                                 | estació subterrània estació d'S-Bahn             | Anomenat per: Arc de Triomf de Barcelona Estació del Nord | 41° 23′ 33″ N, 2° 10′ 50″ E / 41.392444444444°N,2.1806111111111°E                                                                             |                                                                                | Arc de Triomf metrostation                                               | Modifica les dades a Wikidata |
|        | Fort Pius                                           | Fort Pienc                                           | fort                                             | Estat: enderrocat o destruït | 41° 24′ 04″ N, 2° 10′ 56″ E / 41.40111768661228°N,2.1822334388833022°E                                                                        |                                                                                |                                                                          | Modifica les dades a Wikidata |
|        | Mural de l'edifici Sandoz                           | Barcelona Fort Pienc                                 | mural ceràmic                                    | | 41° 23′ 54″ N, 2° 10′ 51″ E / 41.39820861816406°N,2.1807191371917725°E ca:Gran Via de les Corts Catalanes, 764-768                            |                                                                                |                                                                          | Modifica les dades a Wikidata |
|        | Museu de la Música de Barcelona                     | Fort Pienc                                           | museu de música                                  | 1946-05-29 Superfície: 3000m² | 41° 23′ 54″ N, 2° 11′ 09″ E / 41.39833055555555°N,2.1857194444444445°E                                                                        |                                                                                | Museu de la Música de Barcelona                                          | Modifica les dades a Wikidata |
|        | Passatge Torres                                     | Barcelona Sagrada Família                            | conjunt urbà                                     | | 41° 24′ 22″ N, 2° 10′ 16″ E / 41.40607452392578°N,2.171044111251831°E ca:Passatge Torres                                                      |                                                                                |                                                                          | Modifica les dades a Wikidata |
|        | Teatre Nacional de Catalunya                        | Barcelona Fort Pienc                                 | teatre nacional grup de teatre                   | 1997-09-11 | 41° 23′ 59″ N, 2° 11′ 10″ E / 41.39972°N,2.18611°E avinguda Meridiana                                                                         |                                                                                | Teatre Nacional de Catalunya                                             | Modifica les dades a Wikidata |
|        | Teatre Nacional de Catalunya                        | Barcelona Fort Pienc                                 | teatre                                           | Arquitecte: Ricard Bofill i Leví Estil: arquitectura postmoderna | 41° 23′ 59″ N, 2° 11′ 10″ E / 41.399722°N,2.186111°E ca:Av. Meridiana                                                                         | bé integrant del patrimoni cultural català                                     | Teatre Nacional de Catalunya                                             | Modifica les dades a Wikidata |
|        | Temple Expiatori de la Sagrada Família              | Sagrada Família                                      | basílica menor temple expiatori edifici inacabat | Arquitecte: Antoni Gaudí i Cornet Estil: modernisme català neogòtic noucentisme Estat: edifici en construcció Llarg: 90m Ample: 60m Alt: 138m Anomenat per: Sagrada Família Dedicat a: Sagrada Família | 41° 24′ 13″ N, 2° 10′ 28″ E / 41.40369°N,2.17433°E ca:Mallorca, 401, Marina, 253, Provença, 450 i Sardenya, 314-318 46 msnm                   | bé d'interès cultural bé cultural d'interès nacional Patrimoni de la Humanitat | Sagrada Família                                                          | Modifica les dades a Wikidata |
|        | Triangle friqui                                     | Barcelona Fort Pienc Dreta de l'Eixample             | districte comercial                              | | 41° 23′ 30″ N, 2° 10′ 48″ E / 41.39163888888889°N,2.1798611111111112°E                                                                        |                                                                                |                                                                          | Modifica les dades a Wikidata |
|        | Túnels de les Glòries Catalanes                     | el Parc i la Llacuna del Poblenou el Clot Fort Pienc | túnel                                            | Travessa: plaça de les Glòries Catalanes Hi passa: Gran Via de les Corts Catalanes | 41° 24′ 12″ N, 2° 11′ 13″ E / 41.4034°N,2.186897222222222°E                                                                                   |                                                                                | Plaça de les Glòries                                                     | Modifica les dades a Wikidata |
|        | avinguda de Gaudí                                   | Sagrada Família                                      | avinguda                                         | Anomenat per: Antoni Gaudí i Cornet | 41° 24′ 28″ N, 2° 10′ 27″ E / 41.407819444444°N,2.1743°E                                                                                      |                                                                                | Avinguda de Gaudí, Barcelona                                             | Modifica les dades a Wikidata |
|        | la Monumental                                       | Fort Pienc                                           | plaça de toros Ús: edifici multiusos             | Arquitecte: Manuel Joaquim Raspall i Mayol Estil: neomudèjar 1914 | 41° 24′ 00″ N, 2° 10′ 52″ E / 41.4°N,2.18111°E ca:Gran Via de les Corts Catalanes, 749, Marina, 180-196, Diputació, 430-450 i Lepant, 177-193 | bé cultural d'interès local                                                    | La Monumental                                                            | Modifica les dades a Wikidata |
|        | quadrat màgic de la Sagrada Família                 | Sagrada Família                                      | quadrat màgic                                    | Creador: Josep Maria Subirachs i Sitjar | Temple Expiatori de la Sagrada Família |                                                                                | Magic square of the Sagrada Família                                      | Modifica les dades a Wikidata |
|        | tomba d'Antoni Gaudí                                | Barcelona Sagrada Família                            | tomba                                            | Dedicat a: Antoni Gaudí i Cornet | 41° 24′ 14″ N, 2° 10′ 28″ E / 41.403791669444445°N,2.1743577805555554°E Cripta de la Sagrada Família                                          |                                                                                | Tomb of Antoni Gaudí                                                     | Modifica les dades a Wikidata |